# Místní výměnný obchodní systém
Místní výměnný obchodní systém (anglicky Local Exchange Trading System, LETS), místní systém výměnného obchodu, výměnný kruh nebo také svobodné měny je dobrovolné spojení fyzických a/nebo právnických osob s cílem vzájemného zúčtování výměny zboží a služeb bez použití zákonného platidla. Podobná definice uvádí, že je to organizovaný účtovací systém, který slouží k bezhotovostní výměně výkonů a výrobků mezi soukromými osobami, organizacemi a malými podniky na místní úrovni (zpravidla část města, město nebo region).
Svobodné měny známé pod názvem systémy LETS jsou zajišťovány organizacemi poskytujícími informační služby komunitám a zaznamenávajícími výměny zboží a služeb mezi svými členy pomocí vlastních kreditů. V Novém Jižním Walesu v Austrálii se zkratka interpretuje jako Local Energy Transfer Systems, tj. místní systém převodu energie.
Termín LETS vznikl v roce 1983 a jeho původcem byl Michael Linton, který po nějakou dobu vedl Comox Valley LETS v Courtenay v Britské Kolumbii. Systém, který vytvořil, byl míněn jako doplněk k národní měně spíše než její náhrada, ale některým se podařilo kreativním použitím LETS národní měnu zcela nahradit.
Sítě LETS vychází ze vzájemné důvěry zúčastněných a proto nevyžadují přímé výměny. Člen sítě tak může například získat kredit za péči o dítě, kterou poskytne člověku A a použít jej později na zaplacení tesaře (člověka B) ve stejné síti. Na rozdíl od jiných místních měn nemají LETS papírovou podobu, ale směna je centrálně zaznamenávána v systému, který je všem dostupný.
Jelikož se jedná o systém vzájemných plnění bez okamžitého protiplnění, vedoucí k vzájemným závazkům mezi členy komunity, nazývá se tento systém systémem vzájemných závazků.

## Kritéria
Systémy svobodné měny mají obvykle následujících pět základních kritérií:
- ceny stanovené dle skutečné náročnosti
- dohoda – realizovat obchod není povinné
- otevřenost – informace o zůstatku na účtu je dostupná všem členům
- ekvivalence – jednotka odpovídá národní měně
- bezúročná

Nejvíce kontroverzním z těchto kritérií je ekvivalence. Podle průzkumu z roku 1996 toto kritérium splňuje pouze 13 % sítí LETS. Většina skupin zakládá vlastní způsob hodnocení, aby se zcela rozešly s hlavním ekonomickým proudem.

## Jak fungují systémy svobodné měny
1. Místní lidé společně založí organizaci, aby mohli mezi sebou obchodovat, často platí malý členský příspěvek, aby pokryli náklady na správu.
2. Členové udržují seznam nabídek a poptávek a podporují tak obchody.
3. Členové, jejichž účet překročí určité hranice (aktiv nebo pasiv), jsou povinni přiblížit se nule nákupy nebo prodejem

Svobodná měna je zcela plnohodnotným peněžním nebo směnným systémem na rozdíl od přímého vyměňování (barteru). Členové mohou získat kredity od kteréhokoliv člena a také je u kohokoliv jiného použít. Podrobnosti každého systému vypracovávají jeho uživatelé a proto existuje mnoho variant tohoto systému.

### Svobodná měna a daně
Svobodná měna není způsobem, jak se vyhnout daním a jejím uživatelům se doporučuje, aby plnili veškeré své povinnosti vůči státu. Obecně platí, že k osobním a společenským aktivitám, koníčkům a volnočasovým aktivitám se neváže daňová povinnost. Tyto oblasti většinou pokrývají velkou většinu transakcí ve svobodné měně. Daňové povinnosti se uplatňují, když jsou jednotky LETS využity k platbám za profesionální služby.
V České republice existuje více než 10 různých systémů svobodné měny, většinou vázaných na město/vesnici, ale zahrnující i široké okolí.[zdroj⁠?!]